# Ioan Gruffudd
Ioan Gruffudd ([ˈjoʊæn ˈgrɪfɪð], Aberdare, Wales, Egyesült Királyság, 1973. október 6.) walesi származású brit színész.
A Királyi Akadémián tanult drámatagozaton. A nemzetközi ismertséget az 1997-ben forgatott Titanic című filmben az ötödik tiszt szerepe jelentette számára, majd 2001-ben a Sólyom végveszélyben című filmben alakította John Beales hadnagyot. Mindezek mellett az Őfelsége kapitánya (Hornblower) sorozat (1998–2003) címszerepe és a Fantasztikus Négyesben (2005) alakított Reed Richards szerepe révén ismert.

## Fiatalkora és családja
1973. október 6-án született a dél-walesi Llwydcoed faluban, Aberdare város közelében. A családja később Cardiffba költözött. Gruffudd szülei, Peter és Gillian Griffiths tanárok voltak. Az apja két walesi iskolának is az igazgatója volt. Ioannak két testvére van, egy két évvel fiatalabb öccse, Alun, és egy hét évvel fiatalabb húga, Siwan.
Különleges neve van, melyet meg kíván őrizni. Az Ioan az angol John keresztnév walesi megfelelője, míg a Gruffudd valójában a Griffith családnév eredeti walesi alakja. Nem kívánta megváltoztatni, vagy angolosítani. Egyszer azt mondta: "Na és, ha nem tudják kiejteni? Mind megtanultuk már, hogy mondjuk azt, Schwarzenegger."
Gruffudd az Ysgol Gynradd Gymraeg Aberdar, majd az Ysgol Gymraeg Melin Gruffydd iskolákba járt, végül az Ysgol Gyfun Gymraeg Glantaf tanintézményben jelessel érettségizett. Született zenészként iskolás éveiben oboázott, évekig a South Glamorgan ifjúsági zenekarában játszott. Bariton hangjával számos díjat nyert walesi dalnokversenyen, köztük a Nemzeti Eisteddfod-on is.
Gruffudd szülei keresztények és Ioan a húszas éveiben a London Church of Christ tagja volt, amíg anyja végül nem "mosta meg a fejét". 2007 júniusában azt állította magáról, hogy nem egy mélyen hívő ember.

## Pályafutása
13 évesen kezdett el először játszani, egy walesi TV-filmben, az Austinban (1986), majd 1987 és 1994 között a Pobol y Cwm (A völgy népe) című walesi szappanoperában játszott. 1992-ben, 18 évesen a londoni Királyi Akadémia drámatagozatára iratkozott be. Csak kis szerepeket kapott az Akadémián, néhány alkalommal kis híján el is távolították onnan. Az utolsó évében, 1995-ben beválogatták Henrik Ibsen Hedda Gabler drámájába, ahol Jörgen Tesmant, a főhős, Hedda férjét alakította. Ennek köszönhetően 1996-ban főszerepet kapott a Poldark című TV-filmben.
Miután 1997-ben eljátszotta Oscar Wilde szerelmét az Oscar Wilde szerelmei című filmben, szerepet kapott a Titanic. 1998 és 2003 között a Hornblower című sorozatban játszott. 2007 óta arra készül, hogy a sorozatból filmet is készíthessen. 2005 és 2007 között mindhárom Marvel-filmben, a Fantasztikus négyes részeiben játszott.
A filmeken túl megjelent a Westlife videóklipjében, Claudia Schiffer mellett az Uptown girl-ben.

## Magánélete
Feleségével, az amerikai-brit Alice Evans színésznővel Los Angelesben élnek. A pár a 102 kiskutya forgatása alatt találkozott. 2007. szeptember 14-én volt az esküvő Mexikóban.
Walesi anyanyelvűként folyékonyan beszéli a nyelvet. 2003. augusztus 4-én felvették a Gorsedd Beirdd Ynys Prydain-be, azaz Nagy-Britannia Bárdi Rendjébe. Bárdi neve Ioan (azaz tiszteletbeli druida lett). 2008 júliusában több neves walesi színésszel együtt szerepelt a BBC Wales bemutatóján.

## Filmográfia

### Filmek
| Év   | Magyar cím                              | Eredeti cím                                | Szerep                        | Magyar hang     |
| ---- | --------------------------------------- | ------------------------------------------ | ----------------------------- | --------------- |
| 1997 | Oscar Wilde szerelmei                   | Wilde                                      | John Gray                     |                 |
| 1997 | Titanic                                 | Titanic                                    | Harold Lowe                   | Viczián Ottó    |
| 1999 | Solomon és Gaenor                       | Solomon & Gaenor                           | Solomon Levinsky              |                 |
| 2000 | 102 kiskutya                            | 102 Dalmatians                             | Kevin Shepherd                | Selmeczi Roland |
| 2001 | Hiú ábrándok                            | Another Life                               | Freddy Bywaters               |                 |
| 2001 | Ízig-vérig Annie Mary                   | Very Annie Mary                            | Hob                           |                 |
| 2001 | Gyilkos lelkiismeret                    | Happy Now?                                 | Max Bracchi őrmester          |                 |
| 2001 | A Sólyom végveszélyben                  | Black Hawk Down                            | John Beales hadnagy           | Tóth Roland     |
| 2002 | Stukker                                 | Shooters                                   | Freddy Guns                   | Breyer Zoltán   |
| 2002 | Gonosz falu                             | The Gathering                              | Dan Blakeley                  | Tímár Andor     |
| 2003 |                                         | This Girl's Life                           | Daniel                        |                 |
| 2004 | Artúr király                            | King Arthur                                | Lancelot                      | Fekete Ernő     |
| 2005 | Fantasztikus Négyes                     | Fantastic Four                             | Reed Richards / Mr. Fantastic | Barát Attila    |
| 2006 | TV játék                                | The TV Set                                 | Richard McAllister            | Barát Attila    |
| 2006 | A szabadság himnusza                    | Amazing Grace                              | William Wilberforce           | Viczián Ottó    |
| 2007 | A Fantasztikus Négyes és az Ezüst Utazó | Fantastic Four: Rise of the Silver Surfer  | Reed Richards / Mr. Fantastic | Barát Attila    |
| 2007 | Történetek Amerikáról                   | Stories USA                                | Simon                         |                 |
| 2008 | Közös titkunk                           | Fireflies in the Garden                    | Addison                       | Barát Attila    |
| 2008 | Holdhercegnő                            | The Secret of Moonacre                     | Sir Benjamin Merryweather     | Stohl András    |
| 2008 | W. – George W. Bush élete               | W.                                         | Tony Blair                    | Magyar Bálint   |
| 2008 |                                         | Agent Crush                                | Crush ügynök (hangja)         |                 |
| 2010 |                                         | The Kid                                    | tanár                         |                 |
| 2011 | Förtelmes főnökök                       | Horrible Bosses                            | mocskos melós pasi (cameo)    | Géczi Zoltán    |
| 2011 | Sanctum                                 | Sanctum                                    | Carl Hurley                   | Barát Attila    |
| 2011 |                                         | Foster                                     | Alec                          |                 |
| 2013 | Kalandor: Az aranyládika átka           | The Adventurer: The Curse of the Midas Box | Charles Mundi                 | Barát Attila    |
| 2013 |                                         | Eddie                                      | A gyilkos                     |                 |
| 2014 | Az Igazság Ligája: Háború               | Justice League: War                        | Thomas Morrow (hangja)        |                 |
| 2014 | A szerelem markában                     | Playing It Cool                            | Stuffy                        | Posta Victor    |
| 2015 | Törésvonal                              | San Andreas                                | Daniel Riddick                | Barát Attila    |
| 2017 | Gyilkolj vagy meghalsz                  | Keep Watching                              | Adam Miller                   | Bozsó Péter     |
| 2018 |                                         | Buttons                                    | William Kingsley              |                 |
| 2019 | A professzor és az őrült                | The Professor and the Madman               | Henry Bradley                 |                 |
| 2020 | Ava                                     | Ava                                        | Peter                         | Mihályfi Balázs |
| 2024 | Bad Boys – Mindent vagy többet          | Bad Boys: Ride or Die                      | Adam Lockwood                 | Dévai Balázs    |

### Televíziós szerepek
| Év        | Magyar cím                        | Eredeti cím                    | Szerep                  | Megjegyzések                                 |
| --------- | --------------------------------- | ------------------------------ | ----------------------- | -------------------------------------------- |
| 1994      |                                   | Pobol y Cwm                    | Gareth Wyn Harries      | 1 epizód                                     |
| 1996      |                                   | Poldark                        | Jeremy Poldark          | tévéfilm                                     |
| 1998–2003 | Őfelsége kapitánya                | Hornblower                     | Horatio Hornblower      | 8 epizód                                     |
| 1999      |                                   | Warriors                       | John Feeley             | 2 epizód                                     |
| 1999      | Szép remények                     | Great Expectations             | Pip                     | tévéfilm                                     |
| 2002      | The Forsyte Saga                  | The Forsyte Saga               | Phillip Bosinney        | 4 epizód magyar hangja Rajkai Zoltán         |
| 2004      | Century City – A jövő fogságában  | Century City                   | Lukas Gold              | 9 epizód magyar hangja Selmeczi Roland       |
| 2005      | Az igazság ligája: Határok nélkül | Justice League Unlimited       | Mister Miracle (hangja) | 1 epizód                                     |
| 2010      | Ben 10 és az idegen erők          | Ben 10: Alien Force            | Devin Levin (hangja)    | 1 epizód                                     |
| 2010      | Batman: A bátor és a vakmerő      | Batman: The Brave and the Bold | Kék Bogár (hangja)      | 1 epizód magyar hangja Molnár Levente        |
| 2011–2012 | Ringer – A vér kötelez            | Ringer                         | Andrew Martin           | 22 epizód magyar hangja Csík Csaba Krisztián |
| 2012      | Family Guy                        | Family Guy                     | Károly herceg (hangja)  | 1 epizód                                     |
| 2012      |                                   | The British                    | narrátor                | 1 epizód                                     |
| 2013      |                                   | Monday Mornings                | Dr. Stewart Delaney     | 1 epizód                                     |
| 2013      | Doktor D                          | Necessary Roughness            | Nolan Powers            | 1 epizód                                     |
| 2013      | Castle                            | Castle                         | Erik Vaughn             | 1 epizód                                     |
| 2013      | Glee – Sztárok leszünk!           | Glee                           | Paolo San Pablo         | 2 epizód                                     |
| 2014–2015 | Mindörökké                        | Forever                        | Dr. Henry Morgan        | főszereplő magyar hangja Varga Gábor         |
| 2016      |                                   | UnReal                         | John Booth              | 5 epizód                                     |
| 2017–2020 | Hazug                             | Liar                           | Andrew Earlham          | főszereplő magyar hangja Kálid Artúr         |
| 2018–2021 |                                   | Harrow                         | Dr. Daniel Harrow       | főszereplő                                   |
| 2022      |                                   | The Reunion                    | Thomas Degalais         | főszereplő                                   |